# یوزوونیتسا
یوزوونیتسا (به صربی: Uzovnica) یک منطقهٔ مسکونی در صربستان است که در Ljubovija واقع شده‌است.